# Pakalongan
Pakalongan is een bestuurslaag in het regentschap Tasikmalaya van de provincie West-Java, Indonesië. Pakalongan telt 4258 inwoners (volkstelling 2010).